# Список серий мультсериала «Новый капитан Скарлет»

## 1 сезон

### Орудие Уничтожения Часть. 1
2068 год. Был обнаружен таинственный сигнал с Марса. Организация международной безопасности «Спектрум» послала Капитана Скарлета и Капитана Блека для того, чтобы они изучили эти сигналы. Достигнув красной планеты, агенты выбрались на поверхность Марса на инопланетном вездеходе «Бизон». Вскоре они обнаружили источник сигналов: им оказался инопланетный город, который материализовался перед изумленными людьми. Инопланетяне посылают сканер, чтобы изучить землян, но Капитан Блек решил, что посланный объект — это боевой снаряд и выстрелил в него ракетой, взрыв от которой полностью уничтожил город. Но инопланетный город вскоре восстановился. Жители городов, Мистероны, приняли ответные меры: они убивают Блека и объявляют войну земле. Скарлет возвратился на землю с мёртвым товарищем. Погибшему устраивают похороны в присутствии агентов Спектрума и девушки Капитана Блека Дестини, которая понесла тяжелую утрату. Позже глава Спектрума Полковник Вайт устраивает конференцию стран ООН для того, чтобы обсудить угрозу Мистеронов. Но инопланетяне берут под свой контроль Капитана Скарлета для того, чтобы он работал на них, так как теперь Капитан — орудие уничтожения. Скарлет отправился в Технический отдел, чтобы повредить двигатели, которые удерживают корабль Базы в воздухе. Лейтенант Грин заметила, что на Базе творится что-то неладное. Капитан Блу отправился за Скарлетом, чтобы остановить его. В результате выстрела, проведенного Капитаном Блу, Скарлет упал с большой высоты, провалившись во время падения сквозь энергетический трубопровод. Скарлет погибает. Но полученная в результате воссоздания тела способность к ретрометаболизму сделала капитана неуязвимым. Он «воскресает», но теперь коварные пришельцы не властны над Скарлетом. Его заключают под стражу. Тем временем Мистероны оживляют Капитана Блека, чтобы он стал их новым агентом. Скарлет чувствует это и сбегает из-под охраны, но остановить Блека ему не удается.

### Орудие уничтожения. Часть 2
Капитан Блек крадет ядерное топливо, которое принадлежит Центру военных исследований. Полковник Вайт направляет Капитана Скарлета и Капитана Блу для того, чтобы они сотрудничали с ФБР в поисках Капитана Блека, который был объявлен международным террористом. Между тем, бывший агент Спектрума проник в Башню ООН, в которой проходила конференция по угрозе Мистеронов, превратив в «чужака» российского представителя, полковника Заматева. Когда на конференции обсуждались вопросы защиты от врага, Заматев сказал, что намерен направить в Спектрум эскадрилью Вампиров, чтобы они охраняли Базу. Поняв, что жизнь Полковника Уайта находится под угрозой от Капитана Блека, Скарлет и Блу полетели прямо к Башне ООН и, когда Блек прицеливался, Скарлет прыгнул через окно и принял на себя выстрел, который должен был убить командира Спектрума. Дестини нашла Блека и взяла его под прицел пистолета, но чувства взяли над ней верх и Блек сбежал. Считая, что из за её ошибки Спектрум потерял шанс уничтожить врага, Дестини принимает решение покинуть Спектрум.
Капитан Блек уничтожает машину, перевозящую Российских пилотов истребителей и воскрешает их в качестве агентов Мистеронов.
Скарлет и Блу выясняют, что Блек крадет ядерное топливо из всех мировых точек и перевозит его в Сибирь и отправляются, чтобы остановить его.
Эскадрилья Вампиров нападают на Базу, но их атаку отбивают Ангелы. Однако, Мистероны захватывают самолет Дестини, завладев системой управления, и задают ему курс на столкновение с Базой.
Скарлета тем временем захватил Капитан Блек и рассказал ему, что накопил достаточно топлива, чтобы создать бомбу, которая уничтожит половину Земли

### Рой
Транспортный самолет ВВС США был обнаружен на курсе столкновения с Базой. Полковник Вайт приказывает Ангелам перехватить самолет и, если он не будет отвечать на требование сойти с курса, уничтожить его. Дестини сбивает самолет. Однако, взрыв высвобождает рой насекомых, которые окружают Перехватчик Дестини. Жуки входят в самолет через машинное отделение, и немедленно начинают разрушать его системы. Дестини отделяет аварийную кабину, так как насекомые разрушили двигатели Перехватчика, но существа цепляются за корпус машины и начинают прогрызать металл, чтобы проникнуть внутрь. Понимая, что не может приземлиться на Базу, Дестини решает катапультироваться, но узнает, что жуки повредили её парашют. Капитан Скарлет говорит, чтобы Дестини все равно выпрыгнула из самолета. Девушка прыгает и пролетает мимо платформы, с которой затем прыгает Скарлет. Долетев до падающей Дестини, Скарлет схватывает её и раскрывает парашют. Они оба удачно приземляются. Позже, Полковник Вайт сообщает его агентам, что транспортный самолет содержал груз экспериментальных Кибержуков, которые были захвачены Мистеронами. Веря, угроза была ликвидирована, Дестини возвращается в свою комнату, не сознавая, что единственный жук спрятался в её противоперегрузочном костюме. Это существо воспроизводит самого себя, создав массивный рой, который быстро проникает во все системы Базы; Жуки захватывают спящую Лейтенанта Грин, опутав её веществом, которое позволяло проникнуть в её мозг, чтобы узнать, где на Базе находится атомный реактор…

### Западня
Когда Спектрум теряет контакт со станцией Элизиум на Марсе, Полковник Вайт посылает туда Капитана Скарлета, Капитана Блу, Доктора Голда, Дестини и Хармони. Достигнув орбиты Марса, команда отправляется на поверхность планеты на космическом корабле, однако корабль попадает под ракетную атаку со станции. Дестини смогла приземлиться, но космическое судно было ужасно повреждено; единственное место, где можно было бы остановиться это станция Элизиум, которая была под контролем Мистеронов. Команда во главе с Капитаном Скарлетом на Бизоне отправляется прямо туда. В пути планетоход натолкнулся на Бизон, который принадлежал Элизиуму. В нем нашли трех членов экипажа, которые умерли от недостатка кислорода и очевидно сбежали со станции. Прибыв на место, команда обнаруживает, что остающиеся члены персонала — добровольца Спектрума — все были жестоко убиты. Дестини и Хармони делают попытку добраться до корабля марсианской базы, а, когда добираются, узнают, что его системы были повреждены. Вскоре команда Спектрума обнаруживает саботажника: им оказался автоматизированный робот-разведчик, разработанный и предназначенный для использования во враждебных условиях, который был захвачен Мистеронами и превращен в машину убийства. Использовав Капитана Блу в качестве приманки, Скарлет выманивает робота, прыгает на него, как на лошадь и уничтожает с помощью магнитного взрывного устройства. Однако, Скарлет и Блу узнают, что имеется второй робот, которым также управляют Мистероны, и что он направляется прямо к Дестини…

### Возвращение домой
Неопознанный объект входит в атмосферу Земли. Полковник Вайт приказал направить к нему Ангелов. Пилоты устанавливают, что объектом является старая космическая капсула,
которая взяла курс на приземления на Северном Полюсе. Капитан Скарлет и Капитан Блу отправляются туда и обнаруживают, что спасательная капсула принадлежит экспедиции на Юпитер под названием Endeavor II, которая загадочно исчезла пятнадцать лет назад. Войдя в капсулу, Скарлет и Блу выясняют, что два члена команды из трех умерли внутри их криокамер; однако, третий член все ещё жив. Им оказался Командир Льюис, отец Лейтенанта Грин. Льюис был отправлен на Базу, где его осмотрел Доктор Голд, но Льюис оказался двойником Мистеронов, и когда Голд попытался взять образец крови у него, чтобы проверить его ДНК, Льюис гипнотизирует доктора и заставляет его взять образец у себя. Данные сфальсифицированы, Льюис вернулся к своей дочери, Сирене. Она сопровождает его в Космическое Агентство в Нью-Мексико и не подозревает, что её 'отец' намеревается взорвать реактор, гигантский взрыв от которого оставит только дымящееся отверстие от Калифорнии до Штата Техас …

### Падение Меркурия
Капитан Блу и Ангел Дестини пилотируют космическим кораблем Меркурий, который принадлежал Международному Космическому Агентству на сверхсекретной миссии в космосе. Они должны развернуть новый спутник на Земную орбиту, который будет проводить предупредительные сигналы о надвигающейся атаке посредством идентификации энергии на Марсе. Однако, как только Меркурий достиг орбиты, управление кораблем было захвачено какой-то внешней силой и его система определила новый курс полета. Тем временем, Спектрум получает телепередачу от неопознанного вымогателя, который требует выкуп 50 миллионов долларов в алмазах, иначе Меркурий начнет входить в плотные слои атмосферы над Северной Америкой и обрушат корабль на Вашингтон. Капитан Скарлет отправляется на космодром, чтобы провести расследование. Когда он прибывает, то узнает от доктора Селин Копальски, что Капитан Блек находится на базе космодрома. Скарлет выслеживает агента Мистеронов, но он ускользает от захвата и убегает на Гепарде Скарлета. Капитан преследует беглеца на вертолете, пока не прилетела Хармони на Перехватчике и не уничтожила выстрелом из самолета Капитана Блека.
Блу и Дестини узнают, что Правительство США согласно отдать за них выкуп. Доктор Копальски была выбрана для того, чтобы оставить алмазы в назначенном месте, которым оказался заброшенный шахтерский городок Просперити. Однако, Копальски оказалась саботажником: она подменила портфели и украла алмазы. Но когда Копальски вернулась домой с нечестно добытой прибылью, к ней пришел Капитан Блек и, загипнотизировав её, похитил навигационный ноутбук, с помощью которого управляют системой космических кораблей. Блек получает ноутбук и использует его, чтобы установить Меркурий на курс столкновения с Белым Домом…

### Убивающие Круги
Скучая во время отпуска, Дестини решает принять участие в авиашоу вместе с остальными Ангелами, которое проводилось в авиабазе в Южной Англии. Но поскольку команда выполняет захватывающую дух практику, показывая высший пилотаж, появляется Капитан Блек и, используя устройство Мистеронов, отключает все цифровые электронные системы на территории. Поскольку системы на борту Перехватчиков Ангелов выходят из-под контроля, самолет Хармони летит слишком близко к самолету Дестини и повреждает его крыло; Хармони успевает катапультироваться, прежде чем самолет терпит крушение. Дестини оказывается беспомощной, так как её Перехватчик принимается на курс столкновения с Контрольно-диспетчерским пунктом. Однако, в последнюю минуту, Блек дезактивирует устройство, и Дестини делает безопасное приземление. Полковник Вайт обеспокоен случившимся, так как повторение поломки могло бы повлечь серьёзные последствия для планеты. Он рассказывает, что в зонах, где происходили аномалии стали появляться круги на полях с посевами. Капитан Скарлет и Капитан Блу на вертолете Колибри отправляются исследовать это явление. Местом посадки становится круг, который находится в математическом центре зоны аномалий, но когда агенты прибывают, то видят, что круг загадочно исчез. Скарлет внезапно чувствует тошноту, которая указывает на присутствие Мистеронов поблизости, затем Блу обнаруживает, что все системы в Колибри отключились. Круг на поле вокруг них неожиданно появляется и погружается под землю вместе с агентами и их вертолетом. На дне шахты они встречаются лицом к лицу с Капитаном Блеком. Через него Мистероны говорят, что человечество в течение 24 часов должно сдаться, иначе они спровоцируют мировую техногенную катастрофу, которая уничтожит все человечество…

### Смертельный Дождь
На снежном проходе горы Капитан Блек спускает лавину и уничтожает грузовик, содержащий революционно новый химический состав. Некоторое время позже, в Африканской пустыне, Капитан Скарлет помогает Профессору Сьюзен Тодд из Гидролаборатории с экспериментальным проектом по стимуляции дождя. После того, как Перехватчики Ангелов выпускают специальный химический состав в атмосферу, быстро появляется масса тяжелых облаков, и дождь начинает падать на сухую равнину пустыни. В исступлении и ликовании Тодд танцует под дождем. На следующий день она и Скарлет возвращаются на Базу, чтобы встретиться с коллегой Сьюзен, Профессором Вандаммом, но когда Тодд появляется в штабе Спектрума, у неё начинаются галлюцинации. Подавая признаки паранойи, Тодд вытаскивает оружие у Скарлета, стреляет в Полковника Вайта и пападает ему в руку. Потом она берет Профессора Вандамма в заложники и требует, чтобы её немедленно увезли из Базы. Дестини пытается остановить Сьюзен, но в результате случайного падения Тодд погибает. Вандамм считает, что помешательство произошло из-за сверхтяжелой работы, но Вайт что-то подозревает и дает Скарлету задание исследовать место проведения эксперимента, в то время как он сам возвращается в Гидролабораторию с Вандаммом. Скарлет просматривает видеозапись опыта и обнаруживает стаю сурикатов, которые тоже попали под дождь. Он быстро находит животных, но все они были убиты одним зверьком из своей стаи, который непонятно почему стал агрессивным и испуганным. Скарлет говорит Вайту, что Мистероны как-то повлияли на эксперимент Гидролаборатории, и если следующий опыт будет проведен, то тысячи людей начнут убивать друг друга. Полковник Вайт обнаруживает в числе сотрудников Гидролаборатории Капитана Блека, который, незаметно появившись, тут же оглушил командира. Скарлет теряет с ним связь, а тем временем самолет Гидра Кондор отправляется на задание по стимуляции дождя при помощи опасных химкатов…

### В Чужом Обличье
Капитан Скарлет и Дестини отдыхают, занимаясь альпинизмом. Они взбираются на высокую гору в пустыне и с восторгом осматривают открывшийся вид оттуда. Полковник Вайт сообщает Дестини, что её выбрали для проверки системой управления полетами в Отделе Аэрокосмических Исследований. Когда Дестини едет к авиабазе Сокола, её обгоняет автомобиль, который съезжает с дороги и разбивается. Девушка поспешила на помощь, но когда находит пустой автомобиль, то слишком поздно понимает, что это была ловушка. Вскоре её схватил Капитан Блек. Позже Дестини врывается в Международный Штаб обороны и крадет коды запуска ракет. Её находит охранник, но Дестини сильно избивает его. Когда Вайт показывает Скарлету видеозапись происшествия. Капитан сильно расстраивается, так как девушки, которую он любил, уже нет и теперь она под властью Мистеронов. Однако, он не подозревает, что преступление на самом деле совершила Джина Мартинелли, из которой сделали двойника Дестени, используя устройство, созданное немецким ученым Херром Джанусом. Блек держит настоящую Дестини в клинике Джануса, заставив ученого отдать ему изобретение, которое использует для того, чтобы при помощи репликанта Джины Мартинелли в обличье Дестени уничтожить Базу…

### Озноб
В отдаленном кафе в Фениксе, Аризона, бортинженер Спектрума Ксандер Стори вступает в контакт с двумя Агентами Мистеронов. Стори соглашается уничтожить Базу Спектрума в обмен на обещание инопланетян прекратить войну с землянами и денежное вознаграждение. Он хочет уйти, когда Капитан Скарлет врывается с пистолетом в закусочную, но агента застрелили. Зная, что Капитан скоро вернется к жизни, Мистероны привязывают Скарлета к столбу и похищают грузовик, перевозящий нефть и направляют его к закусочной. Взрыв полностью уничтожил здание. Капитан Блу находит опустошенное тело напарника и привозит на базу. Доктор Голд считает, что повреждения слишком серьёзные и нет признаков ретрометаболизма. Он вынужден объявить Скарлета умершим. В то время как Дестини и Блу переживают потерю друга, Стори прибывает на борт Базы с бомбой, спрятанной в его кейсе для инструментов. Тем временем в лазарете Скарлет приходит в сознание, однако оказалось, что никто не может его видеть и слышать, и что Капитан так или иначе стал неосязаемым — это похоже на то, что он стал призраком …

### Ловушка для Райно
В горах Шотландии пожилая женщина Госпожа Макензи встревожена появлением зеленых огней, которые проходили недалеко от Грампианской атомной электростанции; она сообщает о инциденте к властям, но никто не верит ей. Когда Полковник Вайт узнает об инциденте, он немедленно посылает Капитана Скарлета исследовать электростанцию, а Ангелу Хармони, которая в то время проводит инструктаж в Летной школе Спектрума, поручает нанести визит Госпоже Макензи. Вместе с Гаджетом Джонсоном Хармони на вертолете Колибри Хармони прилетает к дому, не подозревая, что её коллега только что был подменен Мистеронами. На электростанции Скарлету сообщают, что никто из четырех сотен персонала не видел ничего необычного; тем временем, Хармони видит, что в доме Госпожи Макензи нормально, но потом Джонсон нападает на неё, но ей удается защититься. Тогда Госпожа Макензи бросается на Хармони и побеждает её. Мистероны заставляют Хармони сообщить Полковнику Вайту, что все в порядке, но она передает закодированный сигнал тревоги. Вайт переводит Спектрум в режим чрезвычайной ситуации и отправляет Скарлета в дом Госпожи Макензи. Однако, эта цепочка событий была тщательно организована Мистеронами, которые хотели похитить Райно Скарлета и использовать его тяжелое вооружение, чтобы взорвать атомную электростанцию …

### Ограбление
Полковник Вайт ужинает в ресторане со своей дочерью, Викторией. Лейтенант Грин сообщает, что самолет, похищенный из Базы ВВС США в Литтл Марвуде хочет взорвать ядерную установку в Шлезвиг-Гольштейне, Германия. Вместе с телохранителями — Капитаном Скарлетом и Дестини, Капитан Блу и Вайт отправились на вертолете Колибри преследовать похищенный самолет; они скоро встречаются с Перехватчиками Ангелов и украденный Вампир вскоре был уничтожен. Однако, в то время как внимание Спектрума было отвлечено, Викторию похищают три человека и берут в заложники. Когда жена Вайта, Диана, присылает ему видеосообщение об этом, Полковник немедленно оставляет Базу на мотоцикле-налетчике Жеребце и отправляется домой; там с ним входят в контакт похитители, они угрожают не убивать Викторию, если Вайт, используя Райно, поможет им устроить нападение на бронированный специальный поезд на пути к Парижу так, чтобы они могли украсть его груз — 1 миллиард долларов в золотых слитках. У Вайта нет никакого выбора, кроме согласия, но он не знает, что всеми действиями похитителей руководит Капитан Блек и что он хочет дискредитировать Вайта так, чтобы Полковник был освобожден от командования Спектрумом…
Посланник Ахиллеса
В учебной базе Спектрума, которая находится в замке Balmeath в Шотландии, Капитан Скарлет и Ангел Дестини подвергаются испытанию на стойкость во время допроса и психологический профиль. Скарлет, устав от непрофессионализма работников шотландской базы, улучшив момент, убегает из камеры, освобождает Дестини. Вместе они убегают на мотоцикле, сильно разозлив командующего базы, холодную Астрид Винтерс. Позже той ночью, Винтерс погибла в автомобильной катастрофе, организованной Мистеронами и возрождилась как репликант; однако, когда она возвратилась на базу, вместо того, чтобы убить Капитана Скарлета, Винтерс говорит, что она представляет ту часть Мистеронов, которые полагают, что война с Землей — ошибка. Она предлагает передать информацию о том, как нанести поражение Мистеронам, но упорно утверждает, что она только сообщит это Полковнику Вайту в личто; как доказательство её честных намерений она также рассказывает, что Mистероны планируют убить научную элиту Земли при сборе Мирового Научного Конгресса. Неуверенный, действительно ли доверять Винтерс, Белый посылает Капитана Блу и Капитана Охру, чтобы исследовать конференцию, и поручает Скарлету защищать Винтерс во время того, как она находится в замке. Тем временем, узнав об изменнических намерениях Винтерс, Мистероны посылают отряд своих репликантов, чтобы они напали на замок с боевыми вертолетами…

## 2 сезон

### Прикосновение смерти
В Центре Исследования Организмов в Неваде Мистероны преднамеренно заражают Доктора Майкла Кинга и его помощника, Дану Перриш видоизмененной версией Болезни Разерса. Эти ученые умирают в считанные секунды — только для того, чтобы быть повторно воскрешенными как репликанты, каждый из которых может убить человека лишь прикоснувшись к нему дин раз. позже, персонал Спектрума наблюдает за этими зловещими событиями через регистрацию безопасности. Полковник Вайт немедленно поручает Капитану Скарлету и Капитану Блу найти пропавших ученых; однако, Скарлет, который увидел, как Мистероны создают репликанта, теперь сомневается в том, что его сущность — человеческая. Во время визита к жене Доктора Кинга Скарлет и Блу сталкиваются с Деном Ллойдом, бойфрендом Даны, профессиональным репортером.после разговора с Госпожой Кинг, следы Мистеронов приводят агентов на берег озера. Дана убегает на мотоцикле, Скарлет преследует её на Гепарде; вскоре он догоняет её, на Дане удалось сбежать от преследователя и она исчезает среди улиц близлежащего города. В хижине на берегу озера Блу удается избежать смертельного контакта с Кингом и он заманивает Мистерона в ловушку — репликант падает в подвал хижины. Кинга забрали на Базу, где Скарлет и Вайт спрашивают его, где Дана.; но Mистероны используют Кинга как средство связи и после объявления их войны Земле в ответ на нападение человечествана их базу, они заставляют Кинга умереть — тело распадается на атомы. Дана посещает Ллойда и убивает его с поцелуем, позволяя Mистеронам воскресить репортера как другого несущего вирус агента. На Базе Капитан Скарлет понимает реальный план Mистеронов: используя Дану, чтобы добраться её бойфренда, они имеют совершенное средство убийства: у репортера должно было состояться интервью с Президентом Соединенных Штатов Америки …

### Вирус
Закончив осмотр Базы Спектрума, госсекретарь США возвращается в свой офис в Нью-Йорке, сопровождаемая Ангелами, которые вскоре были атакованы в пути тремя вражескими реактивными самолетами Вампиры. Хотя Ангелы быстро уничтожают противников, Дестини едва избежала смерти — её самолет был поврежден и упал в море. Дестини привезли на Базу, её осмотрел Доктор Голд и сказал, что Дестини должна провести тридцать шесть часов в лазарете, чтобы выздороветь. Тем временем, Американский Специальный член Совета Безопасности, Мигель Фернандез работал в совеем доме на берегу моря в Испании и получил таинственную почту. Когда Фернандес прочитал её, что-то заставило его войти в транс, пойти к морю и утопить себя. Проследив связь между самоубийством Фернандеса и другим членом Совета Безопасности Полковник Вайт послал Капитана Скарлета и Капитана Блу на расследование. Когда Капитан Блу проверил компьютер Фернандеса, он тоже прочел почтовое сообщение и оказался инфицирован вирусам. Капитан Скарлет, не осознавая, что произошло, Скарлет просит Блу передать содержание компьютера на Базу для экспертизы, позволив вирусу инфицировать весь персонал Спектрума через экраны компьютеров. Капитан Скарллет и Капитан Блу возвращались обратно на Гепарде, однако Блу, который был под воздействием вируса, повел машину на край утеса…

### Головоломка
Спектрум обнаруживает огромный неопознанный космический корабль с Марса на курсе столкновения с Землей. Полковник Вайт приказывает Ангелом остановить его. Атаки ракет Перехватчиков безрезультатны. Это очень похоже на Мистеронов. Корабль направляется к Базе, но в последний момент меняет курс и отправляется на север Австралии. Капитан Скарлет, Капитан Блу, Охра и Грей отправляются к кораблю и вскоре прибывают на место, на которое приземлилось космическое судно. Когда команда Спектрума приближается к кораблю, они внезапно телепортируются внутрь, попав в совершенно сюрреальную и фантастическую окружающую среду, которую ни один человек никогда не видел. Однако, поскольку агенты начинают изучать загадочные явления внутри летающей тарелки, то они невольно становятся жертвами игр разума, которые им подготовили Мистероны…

### Лучший из Врагов
Капитан Блек едет на грузовике через Ледовитый Океан на территории России. Его преследует Капитан Скарлет на Райно. Блек встречается с группой людей из Российской дивизии военно-морского флота и берет поставку органической магнитной мины. Агент Мистеронов отказывается платить за товар и убивает русских. Приближается арктический шторм и Блек поспешно удаляется, но Скарлет отрезает его от выхода, взорвав мост ракетами с Райно. Блек пытается убежать, но в спешке его грузовик переворачивается. Мистерон обманывает Скарлета и сострадание Капитана к бывшему другу позволяет Блеку победить агента Спектрума. Грузовик Блека тонет подо льдом в холодной воде. Мистерон забирает Райно и хочет оставить Скарлета, чтобы он замерз и умер. Однако оказывается, что Скарлет поставил на компьютере Райно Систему ограничения операций, предотвращающую использование транспорта посторонними. Скарлет приходит в сознание, проникает в Райно через запасной выход, но лед трогается и вездеход проваливается в глубину ледяного моря с Капитаном и Блеком внутри…

### Контакт
При восхождении на склоне скалистой горы в Аризоне, Доктор Фил Богарт был атакован Мистероном в облике орла. Упав со скалы, Доктор разбился насмерть. Возвращенный к жизни как Мистерон, Фил возвращается в Центр научных исследований, где крадет бомбу «разрушающая пульсация» — звуковое оружие, расщепляющее материю, и уничтожает Центр. Узнав об полном исчезновении Центра Исследований, Полковник Вайт и агенты решают, что Богарт был захвачен Мистеронами и планирует использовать бомбу, чтобы уничтожить большой город. У Фила есть психическая связь с братом-близнецом, Френком. Капитан Скарлет и Капитан Блу посещают тюрьму, куда был заключен Френк за то, что использовал свои знания для совершения преступлений. Согласившись помочь, однако, он только играет с агентами Спектрума так, чтобы убежать при первой возможности. Оказавшись один в квартире брата на сорок третьем этаже, Френк вылезает из окна и садится на крышу внешнего лифта, который опускается вниз. Но Скарлет и Блу преследуют беглеца на Райно и вскоре его догоняют. Поймав Френка, агенты доставляют его на Базу и заставляют связаться с братом. Однако, когда Френк вступил в контакт, им завладел Мистерон, который был послан с целью убить полковника Вайта…